# Igreja e convento de Santo Agostinho (Leiria)
A Igreja e Convento de Santo Agostinho, também referido como Convento de Santo Agostinho ou Convento de Santo Agostinho e antigo seminário, é um antigo edifício conventual localizado na Rua Tenente Valadim e no Largo da Infantaria, em Leiria, Portugal.
Edificado desde o século XVI ao XVIII, nele funcionou um Seminário, albergando atualmente o Museu de Leiria, e a Delegação de Leiria da Cruz Vermelha Portuguesa.
O conjunto edificado encontra-se classificado como Imóvel de Interesse Público desde 1982.

## História / Características
A igreja e convento foram mandados construir pelo bispo D. Gaspar do Casal, durante a segunda metade do século XVI (1577-79) e até à primeira metade século XVII. O complexo fora construído sobre a primeira fábrica de papel, restando apenas parte da fábrica a Este da igreja até aos dias de hoje.
Na segunda metade do século XVIII a igreja sofreu algumas remodelações que conferiram o seu aspecto atual.
O convento foi entregue à ordem de Santo Agostinho, mas face à extinção das ordens religiosas em 1834 foi instalado um quartel militar no convento, bem como no antigo seminário (situado ao lado).
No século XX a igreja, convento e também o antigo seminários são devolvidos à diocese, sendo a igreja aberta ao culto religioso.
Atualmente funciona o Museu de Leiria, que foi alojado no antigo Convento de Santo Agostinho.

## Arquitetura
A igreja é constituída por uma nave central e é de estilo essencialmente barroco, como se pode observar na fachada central ladeada pelas duas torres. Tem a típica forma de cruz, com 3 corpos divididos por 3 pilares. Podemos ainda encontrar o escudo do bispo fundador sobre a porta principal da igreja.
No convento existem ainda alguns azulejos do século XVII e XVIII, destacando-se os claustros do convento (estilo barroco). Devolvida à Diocese de Leiria a 7 de Agosto de 1944, a igreja beneficiou de obras de restauro até 1950, sendo reaberta ao culto em 30 de Abril deste ano. O altar-mor, que tem a autoria de Ernesto Korrodi, foi realizado no início do século XX (1905).

## Galeria

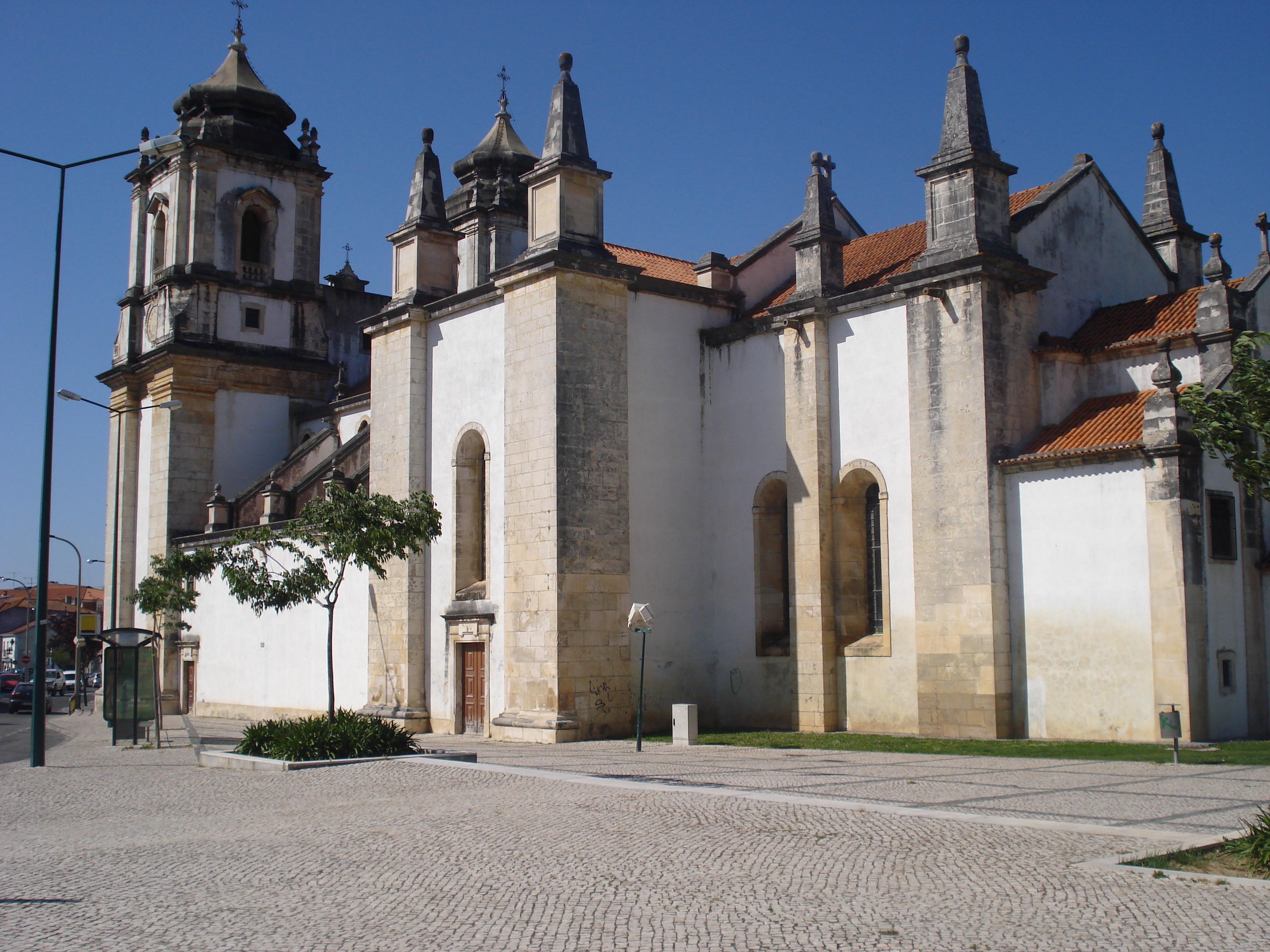
Fachada lateral da igreja de Santo Agostinho
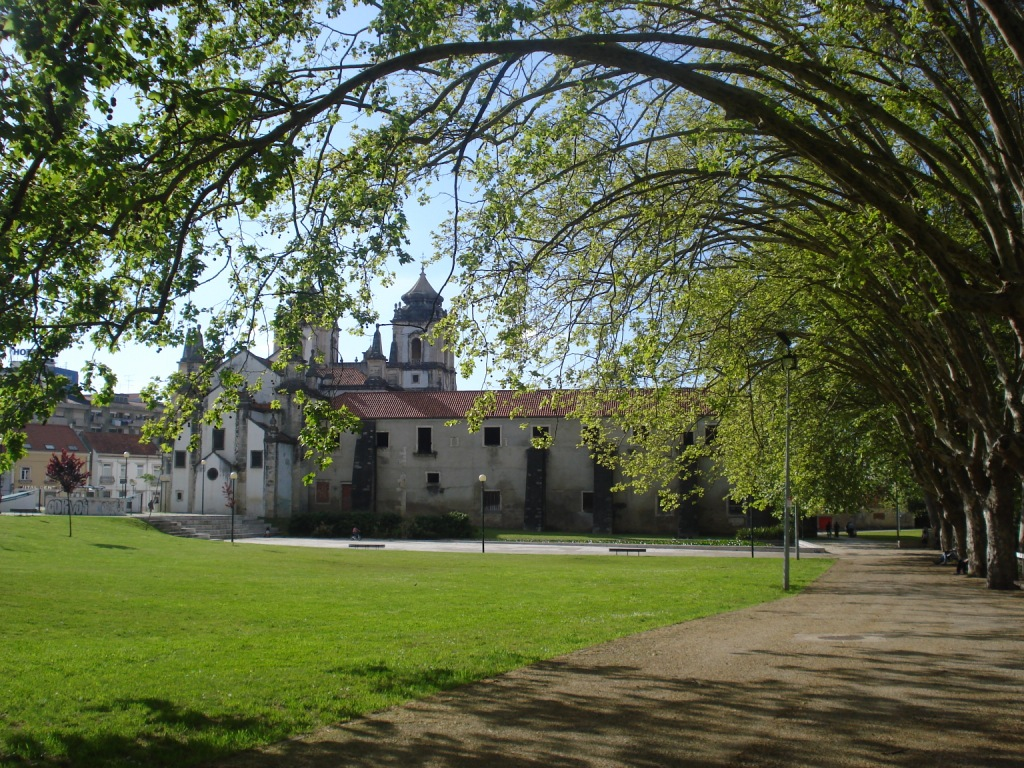
Igreja e convento vistos do Jardim de Santo Agostinho
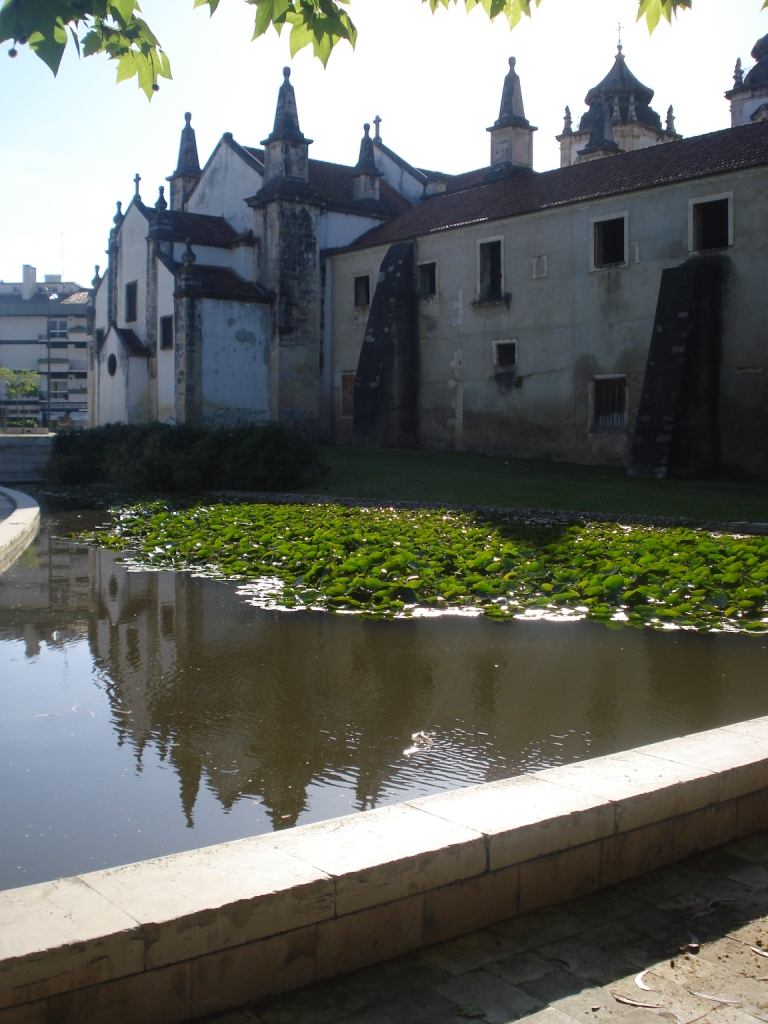
Igreja e convento, perto do lago do jardim
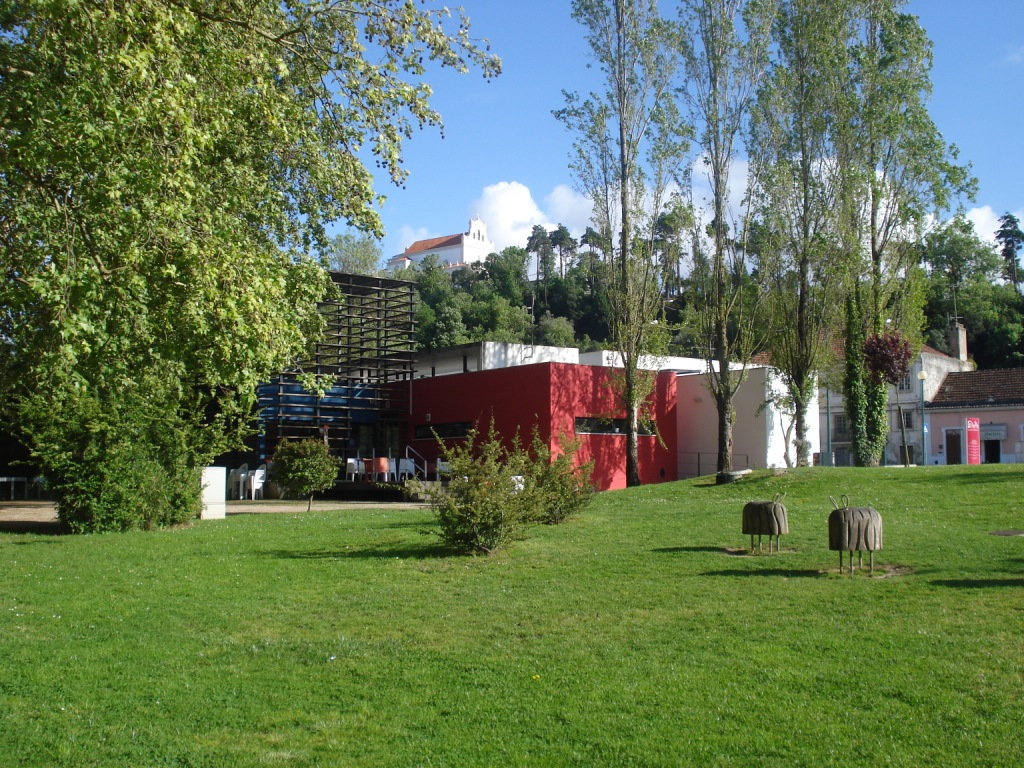
Centro de Interpretação Ambiental (CIA) e capela de Nossa Senhora da Encarnação, vistos do jardim